# Eutelia tripartita
Eutelia tripartita là một loài bướm đêm trong họ Noctuidae.